# لیگ برتر فوتسال زنان ایران ۱۳۸۹
لیگ برتر فوتسال زنان ایران ۱۳۸۹ ششمین دوره از بالاترین سطح لیگ فوتسال زنان در ایران است که در سال ۱۳۸۹ انجام شد. این دوره از لیگ با حضور ۱۴ تيم همدان، فرهنگ ايثار ايرانيان تهران، داماش گيلان، تجارتخانه جنوب هرمزگان، اوج نصر فارس، فدک ياسوج، صنعت نفت آبادان، ملی حفاری اهواز، صدرا زيرآب، سرخپوشان گرگان، شهروند ساری (صدرای مازندران)، آرش بندرعباس، وحدت خوزستان و حجاب قزوین برگزار شد. در پایان نیم فصل تیم‌های تجارتخانه جنوب هرمزگان، ملی حفاری اهواز و فدک یاسوج به مقام‌های برتر رسیدند. فاطمه اعتدادی از تيم حجاب قزوین با ۲۴ گل زده به عنوان خانم گل نیم‌فصل مسابقات انتخاب شد.
در پایان تیم تجارتخانه جنوب هرمزگان به مقام قهرمانی این مسابقات رسید. تیم‌های ملی حفاری اهواز و حجاب قزوین نیز به مقام‌های دومی و سومی این مسابقات رسید. تیم فدک ياسوج با کسب امتیاز و تفاضل گل برابر با حجاب قزوین اما به علت گل زده کمتر به مقام چهارم رسید.
پس از این مسابقات تیم تجارتخانه جنوب هرمزگان به علت حواشی زیاد به وجود آمده در استان منحل شد و بازیکنان آن، شامل لیلا اقبالی، نیلوفر اردلان و سرمربی تیم شهرزاد مظفر به تیم ایثار پرسپولیس تهران پیوستند و با این تیم در لیگ ۱۳۹۰ برای سومین بار متوالی قهرمان لیگ شدند.

## رده‌بندی پایانی
| رتبه | تیم                    | امتیاز |
| ---- | ---------------------- | ------ |
| ۱    | تجارتخانه جنوب هرمزگان | ۶۸     |
| ۲    | ملی حفاری اهواز        | ۵۳     |
| ۳    | حجاب قزوین             | ۴۹     |
| ۴    | فدک ياسوج              | ۴۹     |
| ۵    | منطقه‌ی ویژه خلیج فارس  | ۴۱     |
| ۶    | داماش گیلان            | ۳۸     |
| ۷    | صدرای زیرآب            | ۳۴     |
| ۸    | وحدت خوزستان           | ۳۱     |
| ۹    | اوج نصر فارس           | ۲۵     |
| ۱۰   | صنعت نفت آبادان        | ۲۲     |
| ۱۱   | فرهنگ ایثار            | ۱۷     |